# Nileidae
A Nileidae a háromkaréjú ősrákok (Trilobita) osztályának az Asaphida rendjéhez, ezen belül a Cyclopygoidea öregcsaládjához tartozó család.

## Rendszerezés
A családba az alábbi nemek tartoznak:
- Aocaspis
- Barrandia
- Berkutaspis
- Borthaspidella
- Bumastides
- Elongatanileus
- Homalopteon
- Illaenopsis
- Kodymaspis
- Lakaspis
- Neopsilocephalina
- Nileus
- Parabarrandia
- Parabumastides
- Paranileus
- Peraspis
- Petrbokia
- Platypeltoides
- Poronileus
- Psilocephalinella
- Shenjiawania
- Symphyroxochus
- Symphysurina
- Symphysurus
- Troedssonia
- Varvia